# Лудвиг (Анхалт-Кьотен-Плес)
Лудвиг фон Анхалт-Кьотен-Плес (на немски: Ludwig Fürst von Anhalt-Köthen-Pless; Лудвиг * 16 юли 1783, Плес; † 5 ноември 1841, Плес) от род Аскани, е княз на Анхалт-Кьотен-Плес (1830 – 1841).

## Биография
Той е най-малкият син (деветото дете) на княз Фридрих Ердман фон Анхалт-Кьотен-Плес (1731 – 1797) и съпругата му графиня Луиза Фердинанда фон Щолберг-Вернигероде (1744 – 1784), дъщеря на граф Хайнрих Ернст фон Щолберг-Вернигероде (1716 – 1778) и втората му съпруга принцеса Кристиана Анна Агнес фон Анхалт-Кьотен (1726 – 1790), по-голямата сестра на баща му Фридрих Ердман.
Лудвиг напуска през 1804 г. военната си служба в пруската войска като капитан. През 1830 г. той получава Плес в Горна Силезия от по-големия му брат херцог Хайнрих фон Анхалт-Кьотен (1778 – 1847). Под неговото управление господството Плес се развива индустриално.
През 1833 г. Лудвиг получава ордена на Червения орел 1. класа и също е рицар на ордена на Черния орел и други. Той е като княз и племенен господар в ландтага на Херцогство Силезия.
Лудвиг не се жени и умира бездетен на 58 години на 5 ноември 1841 г. в Плес. Плес отива обратно на бездетния му брат Хайнрих и след смъртта му през 1847 г. княжеството Анхалт-Кьотен отива първо към Анхалт-Бернбург. Княжеството Плес отива обаче чрез наследство на племенника му граф Ханс Хайнрих X фон Хохберг (1806 – 1855), син на сестра му Анна Емилия (1770 – 1830) и граф Ханс Хайнрих VI фон Хохберг, фрайхер фон Фюрстенщайн (1768 – 1833).